# Dean Wooldridge
Pour les articles homonymes, voir Wooldridge.
Dean Wooldridge (30 mai 1913–20 septembre 2006) est un scientifique et ingénieur américain, qui participa à la mise au point de nombreux missiles et engins tactiques, puis au développement d'une informatique de pointe.

## Biographie
Né en 1913 à Chickasha, dans l'Oklahoma, où ses parents, des opérateurs de télégraphe, se sont installés en 1889, il a étudié à l'Université de l'Oklahoma, puis au California Institute of Technology, dont il devient docteur en physique.
Il commence sa carrière dans les services de recherches de la compagnie de téléphone Bell, où il travaille sur les théories du magnétisme, avant de partir en 1946 en Californie diriger le département de recherche électronique chez Hughes Aircraft, où il retrouve son ami du California Institute of Technology Simon Ramo.
En 1953, il fonde avec lui la société Ramo-Wooldridge Corporation, en bénéficiant d'un emprunt de 300 000 dollars, tandis que la société Thompson Products prend 9 % des actions de leur entreprise. En 1958, ils fusionnent avec Thompson Products pour créer Thompson Ramo Wooldridge, dont il devient président. 
Il assume alors la direction du programme de missiles balistiques ICBM, auquel le président américain Dwight Eisenhower a assigné la plus haute priorité nationale, avant de prendre sa retraite en 1962 à l'âge de 49 ans, pour se consacrer à des études sur la neurologie, qui l'amènent à écrire deux ouvrages qui ont fait autorité, The Machinery of the Brain et The Machinery of Life. C'est très vite un projet d'un milliard de dollars par an. 
Thompson Ramo Wooldridge est alors un des premiers fournisseurs de l'industrie de défense américaine.
En 1964, après l'absorption de Teleregister, la société de Dean Wooldridge devient l'actionnaire minoritaire d'un nouveau groupe Bunker Ramo, détenu à 90 % par Martin Marietta.
Il meurt le 20 septembre 2006, à l'âge de 93 ans, d'une pneumonie.